# Arcade sourcilière
Pour les articles homonymes, voir Arcade.
Les arcades sourcilières sont les deux protubérances osseuses situées sur la face externe de l'écaille frontale situées au-dessus de l'orbite oculaire.

## Description
Une arcade sourcilière forme une légère saillie orientée obliquement en haut et en dehors latéralement à la glabelle au-dessus du bord supra-orbitaire.

## Aspect clinique
Chez l'Homme, le sourcil recouvre la peau sur l'arcade sourcilière. Elle est couramment utilisée dans la pratique du piercing.
Lorsqu'elle est ouverte, l'arcade sourcilière saigne abondamment.

## Galerie

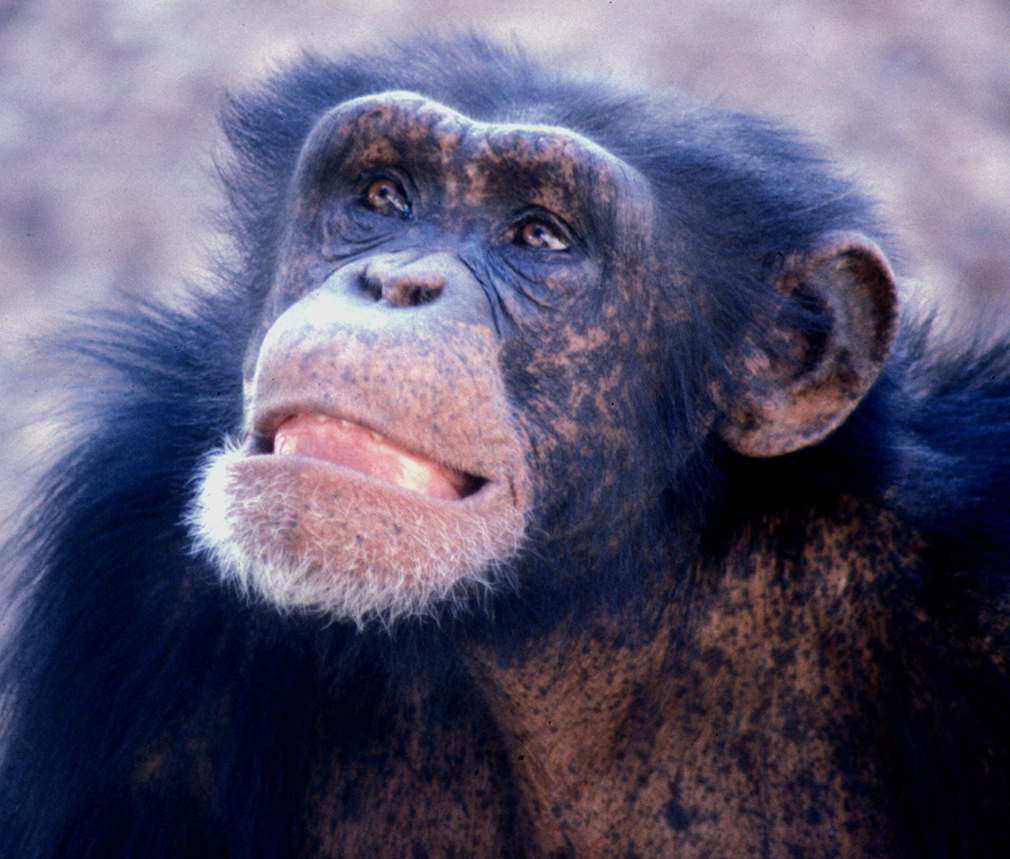
Visage de chimpanzé.
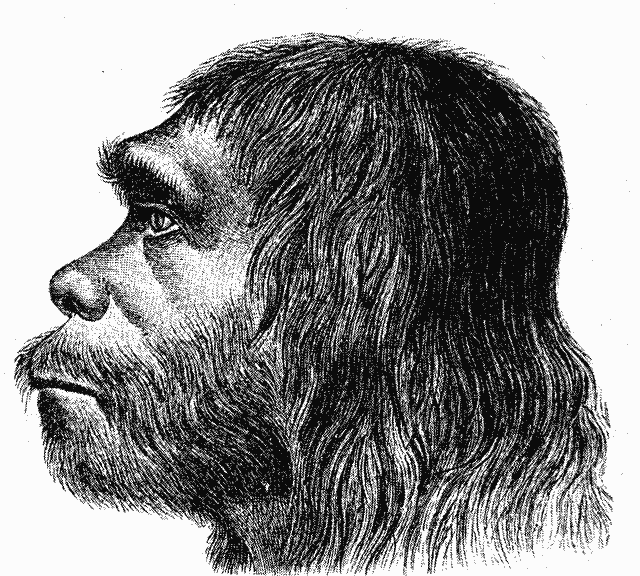
Homme de Néanderthal (reconstitution ancienne scientifiquement non exacte)
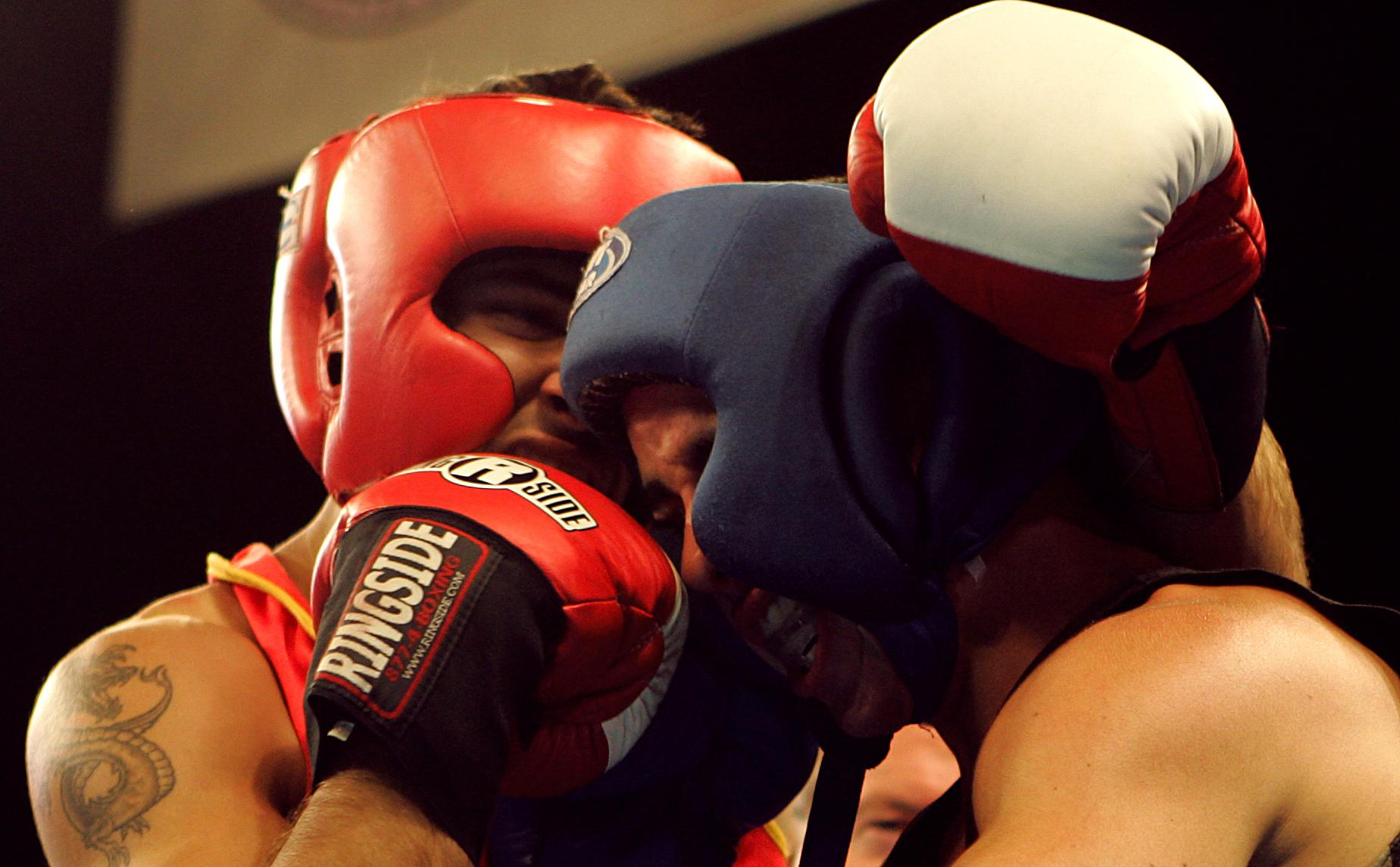
Les boxeurs se protègent